# Добри Динев
Добри Динев (роден на 31 август 1947 във Варна, България, починал на 8 март 2015 в Монреал, Канада) е български плувец, рекордьор по плуване на дълги разстояния.

## Биография
Носител е на шест рекорда, включени в Книгата за рекорди на Гинес. През 1984 г. Динев поставя рекорд от 38 часа 33 минути в дисциплината 100 километра смесен стил (по 25 километра бътерфлай, гръб, бруст и кроул), а през 1985 г. за един ден преминава 54,125 километра в стил бътерфлай. Към 2018 г. и двата рекорда остават ненадминати.
Динев със съпругата и дъщеря си се оказва участник в трагичния случай на 7 ноември 1978 г. в Белослав (област Варна), където се преобръща понтонният мост. Добри Динев лично спасява от студените води над 49 души. За този подвиг спортистът е награден с орден „За гражданска доблест и заслуги“ първа степен.
Удостоен е със званието почетен гражданин на градовете Полски Тръмбеш, Варна и Асеновград.
От 1992 г. Динев живее в Монреал и се занимава с иридология.